# Пачје приче (ТВ серија из 2017)
Пачје приче (енгл. DuckTales) је америчка анимирана телевизијска серија, коју су развили Мет Јангберг и Франциско Ангонс и студија Disney Television Animation. Серија је рибут истоимене оригиналне серије из 1989., која се фокусира на животе Баје Патка и његове породице који се баве разним авантурама широм света, као и у измишљеном граду Паткограду. Рибут се фокусира на новије елементе и дубље приче о ликовима, укључујући веће учешће Паје Патка.
Од изласка, рибут је добио позитиван пријем критичара и публике, као и серија стрипова и неколико епизода на мрежи. Најављено је 2. децембра 2020. да ће трећа сезона бити последња сезона серије, док ће се серија завршити 2021.

## Улоге
| Глумац          | Улога           |
| --------------- | --------------- |
| Дејвид Тенант   | Баја Патак      |
| Дени Пуди       | Раја Патак      |
| Бен Шворц       | Гаја Патак      |
| Боби Мојнахан   | Влаја Патак     |
| Кејт Микучи     | Веби Вандерквак |
| Бек Бенет       | Лаунчпед Маквак |
| Токс Олагундоје | гђа. Бикли      |
| Тони Анселмо    | Паја Патак      |
| Пејџет Брустер  | Дела Патак      |